# Zygmunt Bobrowski (1898–1973)
Zygmunt Bobrowski przybrane nazwiska: Edmund Bobrowski, Klemens Markowski, Aleksander Surowiec, ps. „Ludwik”, „Ludwik II”, (ur. 2 grudnia 1898 w Przysusze, zm. 15 listopada 1973 w Wyszkowie) – pułkownik piechoty ludowego Wojska Polskiego.

## Życiorys
Urodził się 2 grudnia 1898 w rodzinie Stanisława (prywatny urzędnik) i Józefy z domu Woronieckiej. Ukończył naukę w 1915 w rosyjskiej szkole realnej w Równem. Służył od marca 1916 w armii rosyjskiej. W listopadzie ukończył szkołę oficerską w Kijowie i został w stopniu chorążego przydzielony do 261 zapasowego pułku piechoty. Przeniesiony w maju 1917 do 165 pułku piechoty. Był w sierpniu w jednostce współorganizatorem komitetu pułkowego, a następnie wstąpił do 11 pułku piechoty I Korpusu Polskiego na Wschodzie. Od czerwca 1918 współorganizator Polskiej Organizacji Wojskowej w Równem, a jednocześnie pracował w tamtejszym Komisariacie Reemigracyjnym jako instruktor. Aresztowany przez Niemców w Brześciu nad Bugiem (w październiku) w drodze do Warszawy, ale udało mu się zbiec.
W Wojsku Polskim służył od listopada 1918. Był przydzielony do 36 pułku piechoty w którym przez wiele lat zajmował stanowiska: dowódcy plutonu, adiutanta pułku i dowódcy kompanii. Przeniesiony w marcu 1931 do KOP, początkowo do batalionu „Sarny”. Dowódca kompanii w Kaletach na granicy litewskiej, a od listopada 1935 kwatermistrz batalionu KOP „Niemenczyn”. Przeniesiony został w październiku 1936 do 25 pułku piechoty, w którym dowodził kompanią, a następnie batalionem od kwietnia 1938. W marcu 1939 pełnił służbę na stanowisku komendanta 25 Obwodu Przyspospobienia Wojskowego.
Podczas kampanii wrześniowej 1939 był dowódcą II batalionu w 25 pułku piechoty 7 Dywizji Piechoty Armii „Kraków”. Posługiwał się podczas okupacji dokumentami na nazwiska: Edmund Bobrowski, Klemens Markowski i Aleksander Surowiec. Pracował w znajdującym się przy ul. Targowej 67 sklepie tytoniowym E. Linkego i J. Bokalskiej, a później przy Zygmuntowskiej 14. Był fikcyjnie zameldowany przy ul. Słowackiego 8 i Kaliskiej 5, a przy ul. Białostockiej 20 mieszkał przez cały okres okupacji. Od listopada 1939 był w konspiracji w Organizacji Wojskowej „Wilki”. W organizacji „Grunwald” od stycznia 1940, a w połowie roku po jej wejściu w skład „Unii” dowodził jej kadrowym pułkiem. W marcu 1942, po jej scaleniu z AK był komendantem 5 Rejonu Praga Centralna i zastępcą komendanta Obwodu Praga Okręg Warszawa AK. Po upadku powstania kierował dalszą pracą konspiracyjną 5 Rejonu. Kiedy oddziały Armii Czerwonej i LWP zajęły Pragę, komendant Obwodu Praga AK podpułkownik Antoni Żurowski „Andrzej” wydał 18 września odezwę wzywającą do wstępowania do LWP. Bobrowski w dniu następnym wydał rozkaz nr 38, w którym nakazywał podległym sobie oddziałom i ochotnikom zbiórkę przed wcieleniem do LWP. Ogłoszona 23 września 1944 odezwa ppłk. Antoniego Żurowskiego w centralnym organie PKWN „Rzeczypospolitej” (nr 51), została w nim opatrzona komentarzem pod wymownym tytułem „Obwód AK Praga w całości w Wojsku Polskim”. Władze nie zaaprobowały planu utworzenia 36 pp złożonego z żołnierzy AK i w rezultacie 26 września ppłk Antoni Żurowski wycofał swój podpis spod odezwy. Zygmunt Bobrowski podtrzymał swoje zgłoszenie i został w październiku 1944 mianowany zastępcą dowódcy do spraw liniowych 1 pułku piechoty 1 DP im. Tadeusza Kościuszki. Od marca 1945 dowódca 41 pułku piechoty 12 Dywizji Piechoty, od czerwca dowodził 2 pułkiem piechoty 1 Dywizji Piechoty, a następnie od kwietnia 1947 dowódca 11 Dywizji Piechoty.
W grudniu 1949 został zdemobilizowany. Początkowo mieszkał w Warszawie, gdzie w Biurze Handlu Zagranicznego pracował jako urzędnik, a od czerwca 1950 do lipca 1956 był prezesem Spółdzielni Budowlano-Mieszkaniowej „Ekonomiczna”. W 1956 przeniósł się do Wyszkowa. Prezes Wielobranżowej Spółdzielni Powiatowej od maja 1957 do września 1958, a w październiku odszedł na emeryturę. Był również radnym Miejskiej Rady Narodowej w latach 1958–1962, a w latach 1958–1966 Powiatowej Rady Narodowej. Piastował także stanowisko wiceprzewodniczącego Zarządu Powiatowego ZBoWiD i przewodniczącego Klubu Oficerów Rezerwy. Członek Stowarzyszenia „Pax” od 1960 i współzałożyciel, a następnie przewodniczący Zarządu Oddziału Powiatowego Stowarzyszenia „Pax” w Wyszkowie. Zmarł tam 15 listopada 1973 i został pochowany na miejscowym cmentarzu.
Żonaty od 1926 z Janiną z domu Wilczyńską (1903–1987), która była przez pięć lat więziona w obozie koncentracyjnym Ravensbrück oraz miał córkę Janinę (ur. 1953) zamężną Śledzicką (technik architekt), zamieszkałą w Warszawie.

## Awanse
- kapitan – 3 maja 1926 ze starszeństwem z 1 lipca 1925 w korpusie oficerów piechoty[7]
- major – rozkaz Dowódcy AK z 3 maja 1943
- podpułkownik – wrzesień 1944
- pułkownik – 1945

## Ordery i odznaczenia
- Krzyż Srebrny Orderu Virtuti Militari (27 sierpnia 1945)[8]
- Krzyż Kawalerski Orderu Odrodzenia Polski
- Krzyż Walecznych (18 kwietnia 1945)[9]
- Złoty Krzyż Zasługi z Mieczami
- Medal Niepodległości (9 listopada 1933)[10][7]
- Srebrny Krzyż Zasługi (14 października 1934)[11]
- Krzyż Armii Krajowej (1971)
- Krzyż Pro Ecclesia et Pontifice (Watykan, 1935)